# Közönséges tengerifű
A közönséges tengerifű (Zostera marina) az egyszikűek (Liliopsida) osztályának hídőrvirágúak (Alismatales) rendjébe, ezen belül a tengerifűfélék (Zosteraceae) családjába tartozó faj.
A Zostera növénynemzetség típusfaja.

## Előfordulása
A közönséges tengerifű Korzika, Szardínia és Kréta kivételével egész Európában megtalálható. Továbbá még előfordul Észak-Afrika, Ázsia és Észak-Amerika hideg és mérsékelt övi, part menti vizeiben is; az Atlanti- és a Csendes-óceánok északi részein.

## Megjelenése
Sós vízben élő növény, kúszó, legyökerező, vékony gyöktörzzsel. Kiterjedt tenger alatti mezőket képez. A zöld hajtások rövidek, nem ágaznak el, váltakozón, két sorban levelesek. A levelek 20–50 centiméter hosszúak, 3–12 milliméter szélesek, fűszerűek, 3–9 erűek, szálasak, csúcsukon lekerekítettek, sötétzöldek, zárt hüvelyűek, a vízben lebegnek.

## Életmódja
Tengerpartokon állandóan vízzel borított homokos vagy iszapos talajokon gyakori, sokszor a folyótorkolatok brakkvízében is megjelenik. A virágzási ideje júniustól októberig tart. A Földközi-tengerben már februártól, de főleg áprilistól virágzik.

## Képek

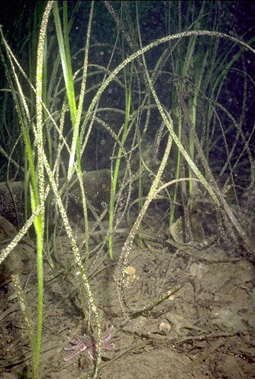
A növény
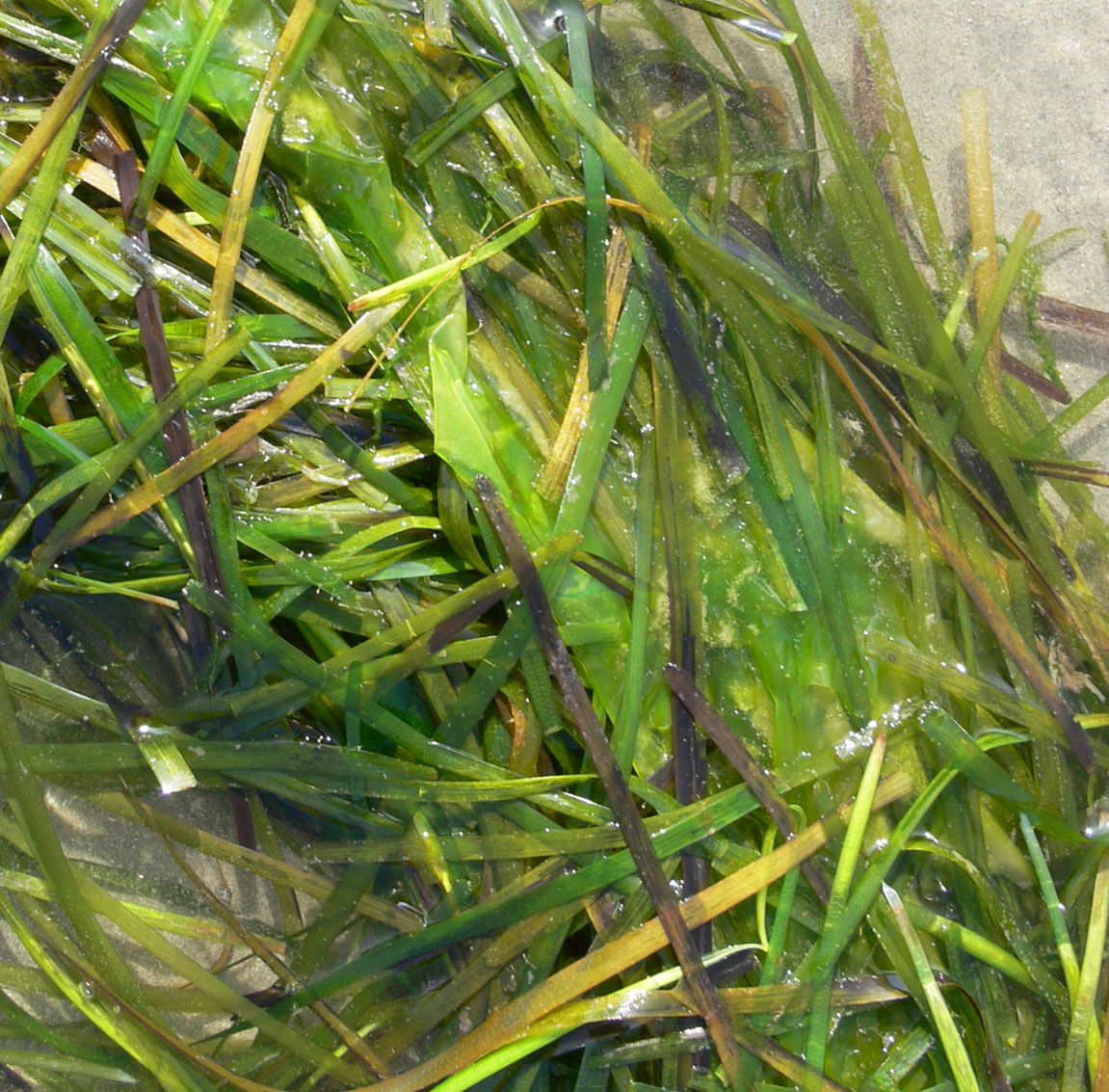
a természetben
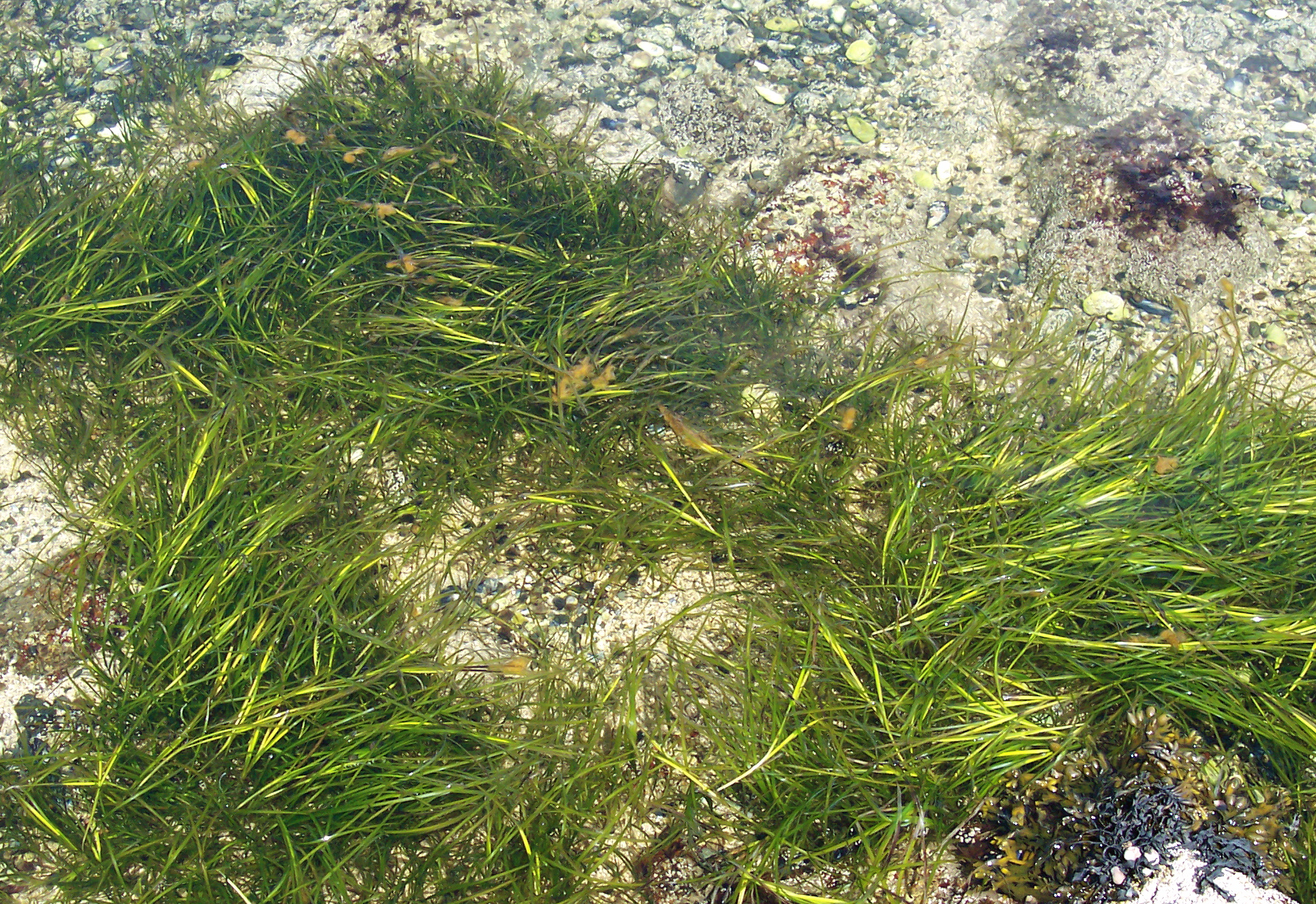
Telepe
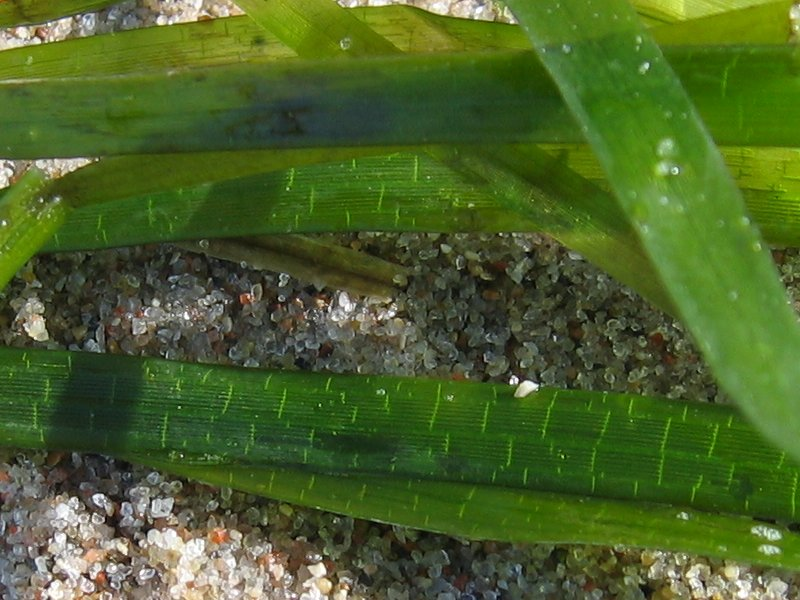
Levelei közelebbről
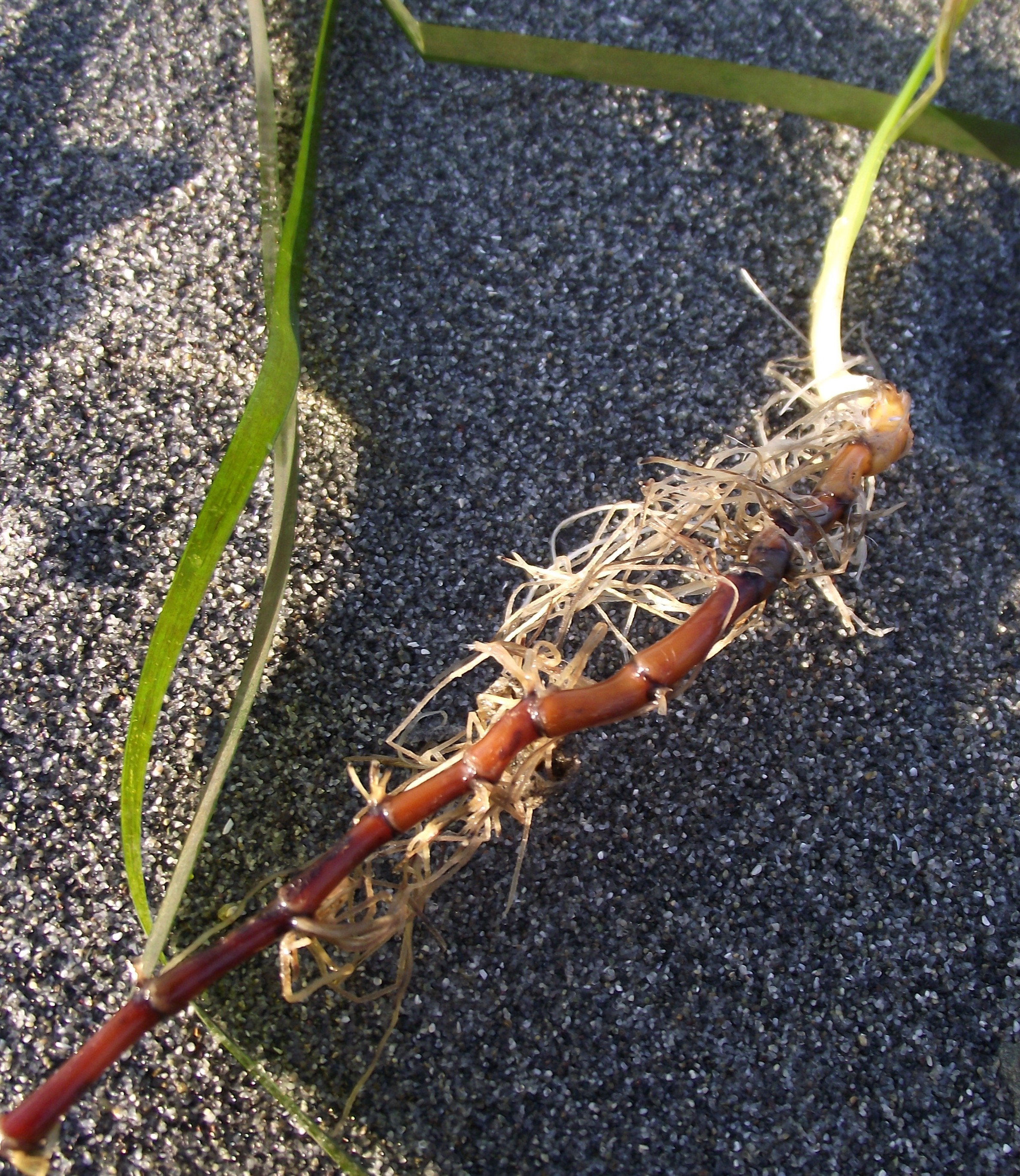
Gyöktörzse
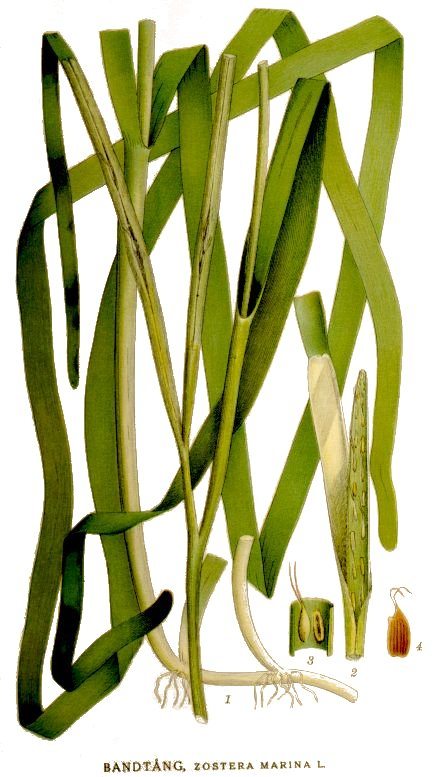
Rajz a növényről